# آريستيد مايول

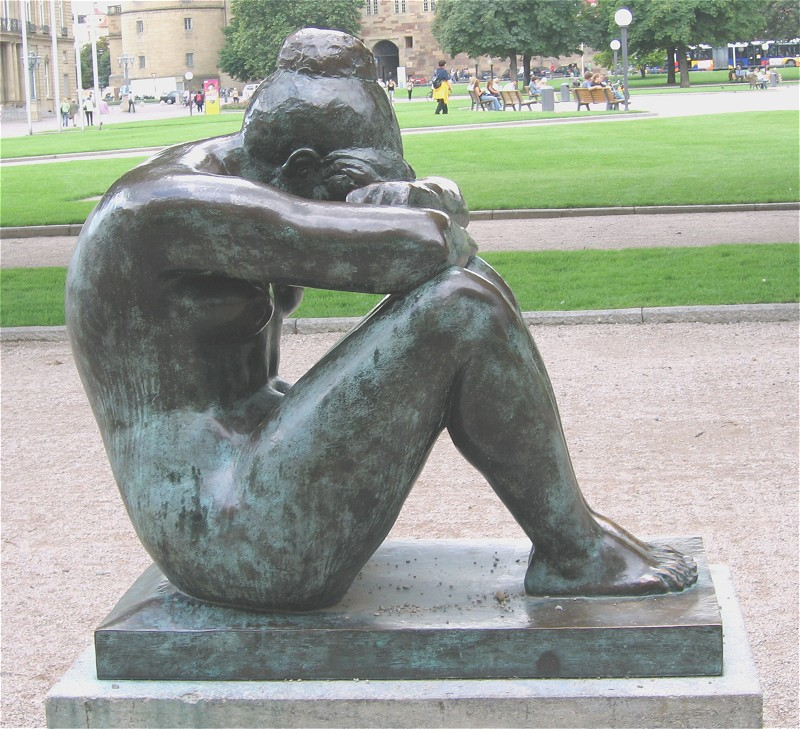
منحوتة الليل (1920)، لآريستيد مايول، شتوتغارت

آريستيد جوزيف بونافنتور مايول (بالفرنسية: Aristide Maillol)‏ نحات، ورسام فرنسي كطلوني، ولد في 8 ديسمبر، 1861، وتوفي في 27 سبتمبر، 1944. يعتبر مايول من أشهر النحاتين في القرن العشرين.

## روابط خارجية
- آريستيد مايول على موقع الموسوعة البريطانية (الإنجليزية)
- آريستيد مايول على موقع مونزينجر (الألمانية)
- آريستيد مايول على موقع ميوزك برينز (الإنجليزية)
- آريستيد مايول على موقع إن إن دي بي (الإنجليزية)
- آريستيد مايول على موقع ديسكوغز (الإنجليزية)
- آريستيد مايول على موقع أوليمبيديا (الإنجليزية)